# Talara simulatrix
Talara simulatrix är en fjärilsart som beskrevs av Christian Gibeaux 1983. Talara simulatrix ingår i släktet Talara och familjen björnspinnare. Inga underarter finns listade i Catalogue of Life.